# أبينيني
سلسلة جبال الأبينيني (باليونانية: Απεννινος وباللاتينية: Appenninus وبالإيطالية: Appennini) هي سلسلة جبال تمتد لمسافة تقدر بألف كم في إيطاليا من الشمال إلى الجنوب على طول الساحل الشرقي وتشكل العمود الفقري للبلاد.

## أعلام
- رايموند إل. ونايت